# Bakonypéterd
Bakonypéterd (vyslovováno [bakoňpéterd], německy Petersdorf) je malá vesnička v Maďarsku v župě Győr-Moson-Sopron, spadající pod okres Pannonhalma. Nachází se asi 8 km jihovýchodně od Pannonhalmy. V roce 2015 zde žilo 284 obyvatel, z nichž jsou 96,9 % Maďaři a 2,7 % Němci.
Sousedními vesnicemi jsou Lázi, Ravazd, Románd a Veszprémvarsány.